# 肯尼索 (喬治亞州)
肯尼索（英語：Kennesaw）是一個位於美國喬治亞州科布縣的城市。

## 地理
肯尼索的座標為34°01′24″N 84°36′55″W / 34.02333°N 84.61528°W，而該地的平均海拔高度為332米（即1089英尺）。

## 人口
根據2010年美國人口普查的數據，肯尼索的面積為24.70平方千米，當中陸地面積為24.40平方千米，而水域面積為0.30平方千米。當地共有人口29783人，而人口密度為每平方千米1,205人。